# Seelbach (Urft)
Der Seelbach ist ein knapp ein Kilometer langer, nördlicher und rechter Zufluss der Urft in der Gemarkung des Schleidener Stadtteils Gemünd im nordrhein-westfälischen Kreis Euskirchen.

## Geographie

### Verlauf
Der Seelbach entspringt im Nationalpark Eifel auf 413,8 m ü. NHN Höhe in einem Mischwald.
Er fließt zunächst in fast südlicher Richtung knapp einen halben Kilometer durch ein bewaldetes Kerbtal und betritt dann das NSG Meisberg noerdlich Mauel. Er zieht dort am westlichen Waldrand entlang durch Grünland und erreicht dann den Nordrand des Gemünder Ortsteils Mauel. 
Er läuft nun durch eine Grünzone, verschwindet dann verrohrt in den Untergrund und mündet schließlich verdolt auf einer Höhe von etwa 347 m von rechts und nur knapp fünfzig Meter unterhalb der Mündung des Mühlenbachs auf der anderen Seite in die dort aus dem Osten heranziehende Urft. 

### Einzugsgebiet
Das knapp hundert Hektar große Einzugsgebiet des Seelbachs liegt im Naturraum Gemünder Urft- und Oleftäler und wird über Urft, Rur, Maas und Hollands Diep in die Nordsee entwässert.
Es grenzt
- im Norden an das des Bergerbachs, eines Zuflusses des Eselbachs
- im Nordosten an das des Eselsbachs, eines Zuflusses des Rotbachs
- und im Osten an das des kleinen Urftzuflusses Mittelbach.

Das Einzugsgebiet ist zum größten Teil bewaldet und nur der Mündungsbereich ist besiedelt.